# 23 Leonis
23 Leonis är en misstänkt variabel (VAR) i stjärnbilden Lejonet.
23 Leonis har visuell magnitud +6,45 och varierar i amplitud med 0,006 magnituder och en period av 2,82446 dygn. Den befinner sig på ett avstånd av ungefär 1200 ljusår.